# Lesezirkel

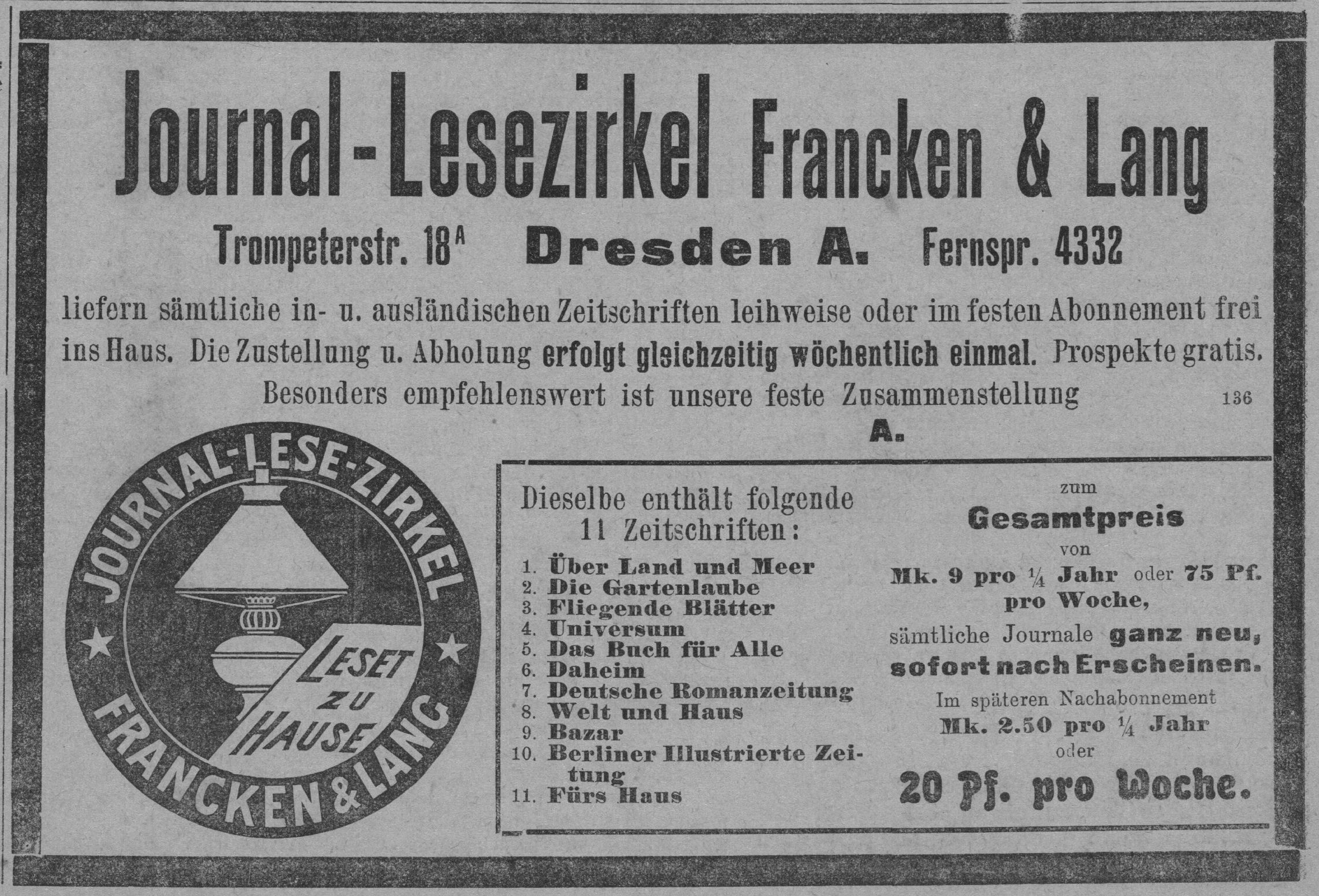
Journal Lesezirkel aus Dresden

Der Lesezirkel ist eine Form des Abonnements, bei dem eine Auswahl von Zeitschriften für einen bestimmten Zeitraum ausgeliehen oder gemietet wird. Der Turnus der Lieferungen ist in der Regel wöchentlich. Zum Kundenkreis des Lesezirkels gehören: Arztpraxen, Friseursalons, Anwaltskanzleien, Cafés, Gaststätten, Hotels, Fitness-Studios und vergleichbare Einrichtungen in gewerblich-öffentlichen Bereichen sowie Privathaushalte. Die Lesezirkel-Bezieher können aus bis zu 300 Zeitschriften und Magazinen auswählen.

## Geschichte
Die Ursprünge des Lesezirkels reichen bis ins 17. Jahrhundert zurück. Als ein Vorläufer wird der so genannte Dorfknüppel betrachtet, eine handgeschriebene Schrift, die zu Anfang des 17. Jahrhunderts in der Lüneburger Heide von Haushalt zu Haushalt weitergereicht wurde. Zunächst war das mehrmalige Verleihen von Zeitungen nur ein Zusatzgeschäft von Bibliotheken und Buchhandlungen. Der erste urkundlich belegte deutsche Lesezirkel wurde um 1610 in Kitzingen von dem Postmeister Pankraz Müller gegründet. Zu dieser Zeit hatten die Postmeister das Monopol für den Bezug sogenannter Journale. Der Inhalt der zu mietenden Mappe waren handschriftliche Nachrichten aus Zeitungen, und zwar aus Nürnberg, Frankfurt am Main, Wien, Rom, Venedig, Den Haag und Köln.
Die Bezieher dieses frühen Lesezirkels waren im Jahr 1614 insgesamt 16 Personen, allesamt Honoratioren des Ortes. Die Mietgebühr betrug einen halben Taler. In den Anfängen des Lesezirkels war die Mietdauer der Zeitschriften und Bücher zeitlich eng begrenzt, um möglichst vielen Abonnenten aktuelle Informationen und Unterhaltung bieten zu können.
Im Zeitalter der Aufklärung wuchs allgemein das Interesse an Bildung. Das Lesen war erstmals nicht mehr nur auf einen kleinen Kreis Gebildeter beschränkt. Im 18. Jahrhundert erschienen sogar Warnungen vor einer „Lesesucht“. Für viele Bürger war der regelmäßige Erwerb neuer Bücher und Zeitungen aber zu kostspielig, so dass der Gedanke, sich in Lesekreisen zusammenzuschließen sehr populär wurde. Der Mietpreis für die Lesemappe betrug ein Zwöftel im Vergleich zum Einzelkauf der Publikationen.
Ab 1800 waren die Lesezirkel meist ein Nebenerwerb von Buchhandlungen und Büchereien. Die Mietzeitschriften wurden zunächst von den Beziehern in den Buchhandlungen abgeholt. Auch der 1908 von Richard Ganske gegründete Lesezirkel Daheim war zunächst ein Nebenbetrieb der von ihm in Kiel gegründeten Sortimentsbuchhandlung. Bereits in der zweiten Hälfte des 19. Jahrhunderts waren erste eigenständige Lesezirkelbetriebe entstanden, die die Lese- und Büchermappen per Boten bei ihren Kunden anlieferten und wieder abholten. Der Lesezirkel leistete fortan einen wesentlichen Beitrag zu Information und Bildung breiter Bevölkerungsschichten im deutschsprachigen Raum.
Im Mai 1908 schlossen sich die deutschen Lesezirkel-Anbieter in Leipzig zum Verband der Besitzer Deutscher Lesezirkel zusammen. Das Ziel war die Festlegung einheitlicher Richtlinien für Vertrieb und Werbung.
Während die maximale Verleihdauer sich auch nach dem Zweiten Weltkrieg noch bis zu 26 Wochen erstreckte, waren seit den 1980er Jahren sechs und später nur noch vier „Leseklassen“ üblich. Diese Reduzierung beruhte darauf, dass kaum noch jemand an bis zu sechs Monate alten Informationen interessiert war. Ebenfalls in die 1980er Jahre fällt die Einführung von flexiblen Leseprogrammen (auch „Wunschmappe“ genannt). Erstmals konnten sich die Kunden aus einer vorgegebenen Auswahl ihre Zeitschriften selbst zusammenstellen. Der Mindestbezug einer wöchentlichen „Wunschmappe“ umfasste nun fünf Zeitschriften.
Unter dem Einfluss des Fernsehens, das zu Beginn der 1960er Jahre in den deutschen Wohnstuben Einzug hielt, ging die Anzahl der Lesezirkel-Bezieher in den privaten Haushalten zurück, während die öffentlichen und gewerblichen Auslagestellen stabil blieben und zum Teil zunahmen. Trotz des durch das Internet seit 1990 einsetzenden Wandels in der Nutzung von Medien hat sich der Lesezirkel als Vertriebsweg neben dem Einzelverkauf und dem Einzelabonnement behauptet.

## Lesezirkel heute
Im Jahr 2022  erreichen die Lesezirkel-Unternehmen in Deutschland Woche für Woche nach eigenen Angaben knapp 20 % der bundesdeutschen Bevölkerung im Alter ab 15 Jahren. Die Lesezirkel-Unternehmen liefern ca. 200 000 Lesemappen pro Woche aus. 5 % der Gesamtauflage der der Publikumszeitschriften in Deutschland entfallen auf den Vertrieb durch den Lesezirkel.
Das Prinzip des Lesezirkels besteht darin, eine Zusammenstellung von Zeitschriftentiteln im wöchentlichen Turnus zu mieten. Der Preis einer Mappe richtet sich nach der Zusammenstellung (siehe unten) und nach ihrer Aktualität. Die Mappen werden mehrmals vermietet, durchschnittlich dreimal. Bezieher des Lesezirkels können aus bis zu 300 Zeitschriften auswählen. 60 % der Lesezirkelabonnenten sind öffentliche oder gewerbliche Auslagen, 40 % Privatbezieher. Anteile der öffentlichen Auslage: 43 % Healthcare, 31 % Beauty, 10 % Cafés/Restaurants, 9 % Wellness/Fitness, 7 % Sonstige.
Die Lesezirkel beziehen die Zeitschriften direkt von den Verlagen. Die Lesezirkelauflage bietet den Verlagen und den im Lesezirkel vertretenen Zeitschriften und Magazinen eine hohe Reichweite und aufgrund des Abonnementcharakters Stabilität in der Auflage und ist daher wichtig für das Anzeigengeschäft der Zeitschriftenverlage. Laut einer Studie der Arbeitsgemeinschaft Media Analyse von 2022 erreicht der Lesezirkel pro Ausgabe bis zu 8,5 Millionen Leserinnen und Leser (12 %).
Die Vorteile des Lesezirkels für Leserinnen und Leser liegen laut Verband Deutscher Lesezirkel e. V. in den folgenden Punkten: Bring- und Holservice, Recycling der gelesenen Zeitschriften, Flexibilität in der Bezugsdauer, günstiger Mietpreis.

### Das System
Das Prinzip des Lesezirkels basiert auf der Mehrfachvermietung von Zeitschriften. Der Mietpreis ist nach Erscheinungsalter gestaffelt. Lesezirkel erhalten von Verlagen druckfrische Zeitschriften und versehen diese mit Schutzumschlägen, die gleichzeitig als Werbefläche dienen. Anschließend werden die Zeitschriften zu Lesemappen zusammengestellt.
Die Leser bekommen die Zeitschriften als Lesemappen ins Haus geliefert. Jede Woche erhalten sie neue Zeitschriften vom Lesezirkel, der gleichzeitig die Zeitschriften der Vorwoche abholt. Diese abgeholten Zeitschriften erhalten Leser, die ältere Zeitschriftenausgaben bestellt haben. Gemietet werden können Zeitschriften mit aktuellem Erscheinungsdatum oder zwei, drei und vier Wochen nach Erscheinen.
Alle Lesezirkel sind von den Verlagen verpflichtet, am Ende des Mietkreislaufs die Zeitschriften zu vernichten oder an den Verlag zurückzugeben.

## Lesezirkel Österreich
Die Interessen der Lesezirkel in Österreich werden durch den Verein Verband Österreichischer Lesezirkelunternehmungen vertreten, der am 25. November 1980 gegründet wurde (ZVR-Zahl 777173536). Nach dem Beitritt Österreichs zur Europäischen Union 1995 wurde das Kartell der Österreichischen Lesezirkel aufgelöst. Heute wird der Lesezirkelmarkt im Wesentlichen von vier Unternehmen bedient:
- Die Vertriebsgebiete Ostösterreich (Wien, Niederösterreich, Oberösterreich, nördliches Burgenland) werden vom Morawa-Lesezirkel versorgt.
- Der Lesezirkel Am Kamin versorgt die Gebiete Steiermark und südliches Burgenland.
- Die Gebiete Salzburg und Kärnten werden vom Lesezirkel Der Rundblick beliefert.
- Der Lesezirkel Alpenland beliefert die Kunden in Tirol und der Lesezirkel Vorarlberg das Bundesland Vorarlberg.

In Österreich ist es möglich, Beileimer sowie Coverwerbung sowohl regional als auch österreichweit zu schalten. Der österreichische Lesezirkel steht mit 821.000 wöchentlichen Nutzern und einer hohen Reichweite im Spitzenfeld bei den österreichischen Printmedien.

## Werbeträger Lesezirkel
Der Lesezirkel bietet diverse Möglichkeiten als Werbeträger. Ein großer Vorteil ist hierbei die regionale Belegbarkeit und (je nach Werbemittel) auch ein Splitting nach öffentlichen Auslagen und Privathaushalten. Die Umschlagseiten werden für Anzeigen genutzt. Des Weiteren gibt es die Möglichkeit von zusätzlichen Werbebeilagen.